# William McChesney Martin, Jr. Building
William McChesney Martin Jr. Federal Reserve Board Building, kallas William McChesney Martin, Jr. Building och Federal Reserve Martin Building, är en kontorsfastighet som ligger på 20th and C Streets Northwest i den amerikanska huvudstaden Washington, D.C., mitt emot Federal Reserve Systems primära huvudkontor Marriner S. Eccles Federal Reserve Board Building.
Byggnaden övervakas av centralbankens egna polismyndighet Federal Reserve Police.

## Historik
Centralbankssystemet ansåg på 1960-talet att de behövde mer utrymme och anlitade därför arkitektkontoret, som senare fick namnet H2L2, om att skissa på en ny kontorsfastighet åt dem, den uppfördes mellan 1971 och 1974. Byggnaden blev namngiven efter William McChesney Martin, som var ordförande för Federal Reserve System mellan 1951 och 1970. 2017 gav Federal Reserve System indikationer om att de var intresserade att renovera byggnaden för 100 miljoner amerikanska dollar samt att bygga ut den för ytterligare 273 miljoner dollar.